# Florida (Missouri)
Florida is een plaats (village) in de Amerikaanse staat Missouri, en valt bestuurlijk gezien onder Monroe County.
De plaats is vooral bekend als geboorteplaats van de schrijver Mark Twain.

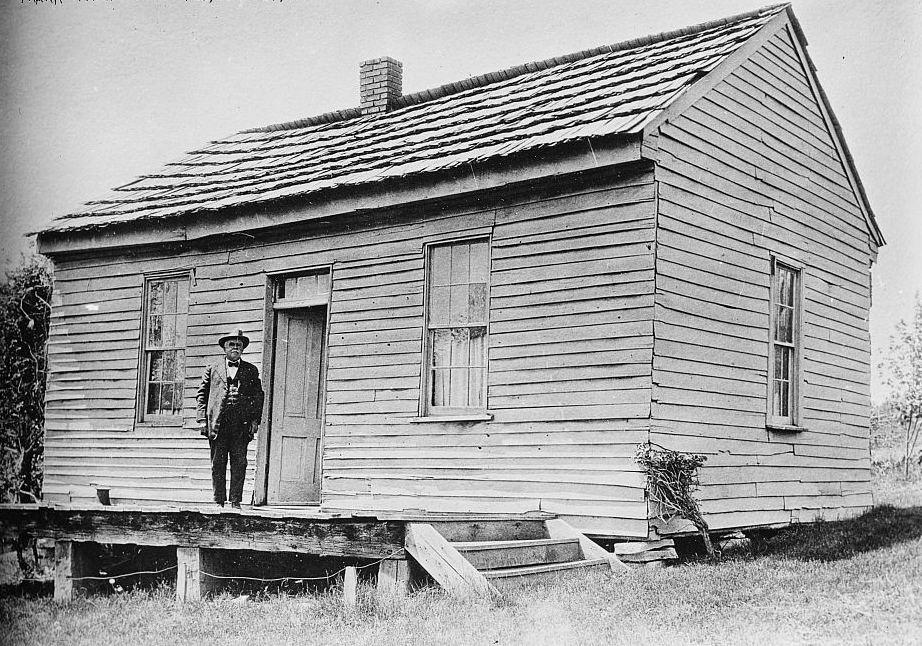
Geboortehuis van Mark Twain in Florida
Library of Congress

## Demografie
Bij de volkstelling in 2000 werd het aantal inwoners vastgesteld op 9.. Bij de volkstelling van 2010 was het aantal inwoners gedaald tot 0.

## Geografie
Volgens het United States Census Bureau beslaat de plaats een oppervlakte van
0,3 km², geheel bestaande uit land. Florida ligt op ongeveer 204 m boven zeeniveau.

## Plaatsen in de nabije omgeving
De onderstaande figuur toont nabijgelegen plaatsen in een straal van 20 km rond Florida.

## Geboren
- Mark Twain (1835-1910), schrijver en humorist